# Homodiaetus banguela
Homodiaetus banguela är en fiskart som beskrevs av Koch 2002. Homodiaetus banguela ingår i släktet Homodiaetus och familjen Trichomycteridae. Inga underarter finns listade i Catalogue of Life.